# Цанганили (Падова)
Цанганили је насеље у Италији у округу Падова, региону Венето.
Према процени из 2011. у насељу је живело 129 становника. Насеље се налази на надморској висини од 24 м.